# Contopus pallidus
Contopus pallidus là một loài chim trong họ Tyrannidae.